# Çelik (Sänger)
Çelik Erişçi (* 12. Mai 1966 in Istanbul), auch bekannt unter seinem Künstlernamen Çelik, ist ein türkischer Popmusiker.

## Karriere
1990 nahm er an der türkischen Vorentscheidung zum Eurovision Song Contest mit dem Song Zamanda Gezinti teil.
Im Jahr 1991 wurde Çelik Teil der Popgruppe İzel-Çelik-Ercan, mit der er sein erstes Album veröffentlichte.
Drei Jahre später erschien sein erstes Soloalbum Ateşteyim. Anschließend hat er bis zum Jahr 2006 fast jedes Jahr ein Album auf den Markt gebracht.
In seiner bisherigen Musiklaufbahn machte er mit zahlreichen Hits wie Ateşteyim, Meyhaneci, Hercai, Cici Kız oder Sen Yoluna Ben Yoluma auf sich aufmerksam.
Sänger wie Šerif Konjević oder Šako Polumenta coverten Songs von Çelik.

## Diskografie

### Alben
- 1991: Özledim (mit İzel & Ercan)
- 1994: Ateşteyim
- 1995: Benimle Kal
- 1996: Yaman Sevda
- 1997: Sevdan Gözümün Bebeği
- 1998: Sevgilerimle
- 1999: Onu Düşünürken
- 2000: Unutamam
- 2001: 8inci
- 2002: Yol
- 2003: Affet
- 2005: Gariban
- 2006: Kod Adı Aşk
- 2012: Milat
- 2022: Hediye

### Kompilationen
- 2013: Selam Söyle
- 2013: Best of

### EPs
- 2011: Kalp Gözü
- 2017: İyi Günde, Kötü Günde
- 2019: Üstü Açık Araba
- 2023: İz Düşümü

### Singles
- 1990: Zamanda Gezinti (mit Asya, Elif Öztürk & Adalet Güzey)
- 1991: Dönmelisin (mit İzel & Ercan)
- 1991: Özledim (mit İzel & Ercan)
- 1991: Ara Ara (mit İzel & Ercan; Original: Keti Garbi – Kane Kati)
- 1991: Bırakma (mit İzel & Ercan)
- 1994: Ateşteyim
- 1994: Güle Güle
- 1994: Meyhaneci
- 1995: Nazına Ölüyorum
- 1995: Hercai
- 1995: Atam
- 1996: Yaman Sevda
- 1996: Kim Daha Çok Seviyor
- 1996: Bu Şehirde
- 1997: Ayrılık Deme Bana
- 1997: Sevdan Gözümün Bebeği
- 1997: Selam Söyle
- 1997: Bu Mevsim
- 1998: Bir Güzellik Yap
- 1998: Ah Yar
- 1999: Benimle Evlenir Misin
- 1999: Veda Etmem
- 1999: Var mı Be
- 2000: Aman Aman
- 2000: Öyle Bir Geçer Zaman Ki
- 2001: Cici Kız
- 2001: Tövbe
- 2001: Töre (mit İzel)
- 2002: Sen Yoluna Ben Yoluma (mit Ebru Gündeş)
- 2002: Haydi Türkiye (mit Ufuk Yıldırım & Reha)
- 2002: Silinmeyen Hatıralar
- 2003: Bırakta Git
- 2003: Kendim Ettim Kendim Buldum (Eyvah)
- 2005: Doyamadım Gözlerine
- 2005: Gariban
- 2006: Bana Yalanlar Söyle
- 2006: Kod Adı Aşk
- 2006: Sevenler Anlar
- 2006: Benzemez Kimse Sana
- 2011: Kibritçi Kız
- 2012: Kızımız Olacaktı
- 2013: Dilberim
- 2013: Kendim Ettim Kendim Buldum
- 2014: Cici Kız (mit Dj Hakan Küfündür)
- 2015: Benimki de Kalp
- 2015: Yüksek Dozda Aşk Aldım
- 2017: Yerlerdeyim
- 2017: Nereye Kadar
- 2018: Tövbe Ettim
- 2019: İyi Günde, Kötü Günde
- 2020: Hey Kız
- 2023: Davacıyım
- 2025: Kadere Bak (mit Ziynet Sali)